# Manfred List
Manfred List (* 5. Mai 1936 in Stuttgart) ist ein baden-württembergischer Politiker der CDU.

## Leben und Beruf
Nach der mittleren Reife 1952 absolvierte Manfred List eine Ausbildung zum gehobenen nichttechnischen Verwaltungsdienst in Stuttgart. Von 1958 bis 1961 war er beim Landratsamt und bei der Stadt Böblingen tätig. List ist verheiratet und hat vier Kinder.

## Politik
Von 1961 bis 1970 war List Bürgermeister von Haigerloch, von 1970 bis 1975 Erster Beigeordneter von Bietigheim und von 1975 bis 2004 Oberbürgermeister von Bietigheim-Bissingen. Seit 1979 ist er Mitglied des Kreistages des Landkreises Ludwigsburg. 1991 rückte er für Lothar Späth in den Landtag von Baden-Württemberg nach. Bei den Landtagswahlen 1992 und 1996 gewann er das Direktmandat im Wahlkreis 14 Bietigheim-Bissingen. 2001 schied er aus dem Landtag aus.